# Neissèria
Les neissèries (Neisseria) conformen un gènere d'eubacteris gramnegatius amb morfologia de diplococ, a banda d'algunes rares excepcions. Aquesta és una característica inusual en els microorganismes gramnegatius, ja que solen tenir forma de bacil. Les neissèries són bacteris comensals que habiten a les mucoses de l'home i d'altres animals, però que eventualment poden ser patògens oportunistes. Acostumen a agrupar-se en parelles que tenen l'aspecte de grans de cafè amb la superfície plana en contacte. No es troben en el sòl, ni en l'aigua.
El gènere Neisseria és aerobi i els seus membres necessiten NAD i hemina per créixer. Cal cultivar-los en un medi apropiat i selectiu, com l'agar xocolata (modificació Martin-Lewis).
Les principals espècies patògenes per als humans són: 
- La neissèria de la gonorrea. Neisseria gonorrhoeae, bacteri també anomenat 'gonococ', causa la gonorrea (o gonocòccia)[5] Un fenomen emergent a tot el món és l'aparició de soques de N. gonorrhoeae multiresistents als antibiòtics,[6][7] resultat d'un procés d'evolució genètica clonal,[8] fet que fa necessari cercar amb urgència noves opcions terapèutiques per combatre-les.[9] D'altra banda, hi ha estudis que tenen com a objectiu la modificació genètica del bacteri per tal de crear soques apropiades per al desenvolupament d'un vaccí per prevenir la gonocòccia.[10] La seva infecció disseminada pot causar conjuntivitis,[11] endocarditis infecciosa amb embolització esplènica,[12] vasculitis[13] o pústules cutànies[14] i artritis[15] gonocòcciques.
- La neissèria de la meningitis. Neisseria meningitidis, bacteri també conegut com a 'meningococ', és l'agent causal de la meningitis bacteriana[16] i l'origen més freqüent de la síndrome de Waterhouse-Friderichsen.[17] Es transmet a través de l'aire (gotetes de Flügge) o per contacte interpersonal i afecta sobretot nens menors de dos anys i nens o adults joves que viuen en llocs tancats.[18] Els meningococs poden sobreviure uns onze dies en cadàvers[19] i els teixits infectats pel bacteri requereixen mesures especials de protecció a l'hora de ser manipulats per tal d'evitar un contagi accidental.[20][21] Hi ha, com a mínim, tretze serotips diferents de N. meningitidis, sent els més comuns arreu els grups A, B, C, W, X i Y.[22] Existeixen diverses vacunes antimeningocòcciques, tant d'aplicació sistemàtica com selectiva (B, C i tetravalent ACWY, per exemple).[23][24] Neisseria meningitidis ocasiona infreqüentment casos greus d'endoftalmitis endògena,[25][26] pneumònies meningocòcciques[27] i vaginitis infeccioses simptomàtiques amb complicacions secundàries importants.[28] És un fet extraordinari que la mossegada d'una persona a una altra sigui l'origen d'una meningococcèmia amb pericarditis inflamatòria i tamponament cardíac de curs fatal.[29] Un dels principals efectes adversos del l'eculizumab és l'augment de la susceptibilitat a la infecció per aquest bacteri[30] i alguns altres membres del mateix gènere.[31]

Aquestes dues espècies estan estretament relacionades, ja que tenen en comú del 80 al 90 per cent de la seqüència de nucleòtids, però la seva genètica de poblacions és molt diferent. El genoma central de N. meningitidis és set vegades més divers que el de N. gonorrhoeae, fet que suggereix un major nivell d'adaptació biològica en el procés evolutiu de la primera espècie, característica que podria estar vinculada a la seva efectivitat infecciosa. Les neissèries patògenes secreten toxines polimòrfiques de diferents tipus. Algunes d'aquestes toxines s'encarreguen específicament de conferir a la neissèria un avantatge competitiu davant altres bacteris per adaptar-se a determinats nínxols tròfics.
Diverses deficiències congènites del sistema del complement afavoreixen molt les infeccions per neissèries patògenes i la seva recurrència, com, per exemple, les que afecten la properdina, el factor D i el factor H.
A més, aquest gènere conté espècies habitualment no patògenes, com ara:
- Neisseria arctica. Aïllada per primera vegada a la costa nord d'Alaska en ous no viables d'oca riallera grossa.[40]
- Neisseria bacilliformis. La seva presència en teixits humans va ser registrada el 2006.[41] Pot ser causa eventual d'infeccions de parts toves i endocarditis.[42]
- Neisseria canis.[43] Descoberta l'any 1962, aquesta espècie es troba a la boca, saliva, placa dental, musell, nasofaringe i gola de gats i gossos, als quals pot causar abscessos. No és un fet inhabitual que sigui resistent a diversos antibiòtics d'ús veterinari habitual.[44] Rares vegades infecta les persones a conseqüència d'una mossegada.[45]
- Neisseria cinerea.[46] Si bé és una espècie comensal que colonitza el tracte respiratori superior humà, pot ocasionar infeccions greus predominantment oportunistes.[47] Certs casos de peritonitis per N. cinerea desenvolupades en el context d'una diàlisi ambulatòria i resistents al tractament antibiòtic convencional responen bé a la administració oral de ciprofloxacina.[48]
- Neisseria dumasiana.[49] Espècie identificada el 2017 en mostres d'esput humà i de la cavitat oral canina.[50]
- Neisseria elongata. A diferència d'altres neissèries té forma de bacil i és catalasa-negativa.[51] Existeixen tres subespècies que formen part de la microbiota oral: N. elongata subsp. elongata, N. elongata subsp. glycolytica i N. elongata subsp. nitroreducens.[52] Durant uns anys fou considerada una espècie no patògena, però els avenços en els procediments de biologia moleculars i de cultiu han fet possible identificar-la amb relativa freqüència en casos d'osteomielitis,[53] sèpsies[54] i endocarditis infeccioses.[55]
- Neisseria flavescens. Molt rarament, causa pneumònies de tipus necrosant en individus immunodeficients[56] o infecta quists laríngics benignes.[57]
- Neisseria chenwenguii. Ha estat identificada en el contingut rectal d'exemplars de pica de llavis negres. Ara per ara, es desconeix si pot o no causar infeccions en humans o altres espècies animals.[58]
- Neisseria iguanae. Descoberta l'any 1994,[59] afecta diferents espècies d'iguànids, i els pot causar abscessos crònics i sèpsia.[60]
- Neisseria lactamica.[61] La infecció per aquest bacteri és excepcional, encara que s'ha registrat algun cas de lesions cavitàries pulmonars,[62] pneumònia o artritis sèptica en persones amb greus malalties de base.[63] La majoria de gens de les neissèries patògenes, inclosos els responsables de la seva virulència, també es troben en aquesta espècie comensal en principi considerada no patògena tot i ser potencialment perillosa per a la salut.[64]
- Neisseria mucosa. És causa d'infeccions en persones amb diversos factors de risc.[65][66] Aquesta espècie ha estat identificada en alguna ocasió com a patogen responsable d'endocarditis bacterianes sobre vàlvules cardìaques natives.[67]
- Neisseria musculi.[68] Aïllada el 2016 en cultius de material bucal provinents de ratolins de camp de Nord-amèrica, es considera una espècie de particular interès per a l'estudi de les interaccions neissèria–hoste en models murins experimentals.[69]
- Neisseria polysaccharea. Fou descrita per primera vegada l'any 1987[70] i es caracteritza per la seva gran capacitat per produir àcids a partir de la glucosa i de la maltosa i polisacàrids a partir de la sucrosa.[71] Algunes soques de l'espècie es poden confondre amb N. meningitidis.[72]
- Neisseria shayeganii.[73] Descoberta en diverses mostres clíniques de malalts estatunidencs.[74]
- Neisseria sicca. Bacteri oxidasa-positiu comensal de l'orofaringe, identificat com a espècie a principis del segle xx. S'ha aïllat predominantment en quadres infecciosos de nens i adults sotmesos a diàlisi peritoneal.[75] Ha estat descrit algun cas de conjuntivitis,[76][77] d'endocarditis[78] i d'osteomielitis vertebral causat per N. sicca.[79]
- Neisseria skkuensis. Present a la cavitat bucal humana, és una rara causa d'endocarditis en vàlvules cardíaques protèsiques.[80]
- Neisseria subflava. Poques vegades està implicada en el desenvolupament d'infeccions serioses.[81][82] Té tres subespècies (biovars flava, perflava i subflava).[83]
- Neisseria weaveri. Es troba a la cavitat oral del gos. Eventualment, les mossegades de l'animal originen infeccions cutànies i de teixits tous causades per aquest bacteri[84] que poden cursar amb bacterièmia.[85] Igual que N. animaloris[86] i N. zoodegmatis,[87] és una de les neissèries de transmissió zoonòtica.[88]
- Neisseria macacae. El 1983 fou descoberta a l'orofaringe de macacos rhesus sans.[89] La infecció humana és insòlita, però possible.[90]
- Neisseria dentiae.[91] És un dels microorganimes que formen la placa dental de les vaques domèstiques.
- Neisseria zalophi.[92] Aïllada a la boca del lleó marí de Califòrnia.